# Silvio Loffredo
Silvio Loffredo (Parigi, 9 ottobre 1920 – Trebiano, 28 luglio 2013) è stato un pittore italiano, di matrice post espressionista.

## Biografia
Silvio Loffredo nasce nel 1920 nel quartiere parigino di Montparnasse, da una famiglia italiana. Suo padre - Michele Loffredo, napoletano di Torre del Greco - è un pittore professionista e sarà proprio lui a insegnargli i primi segreti del mestiere.
Silvio è letteralmente affascinato dalla figura paterna. Del padre-maestro egli traccia un breve profilo in un libriccino di memorie: «Mio padre in quello studio fu il mio primo insegnante, mi aiutò a capire il colore, la forma e a cristallizzarne la luce sul sottile modellato. Da lui e dal suo realismo alla Corot - Courbet imparai il senso della misura e l'arte di dosare i valori. Era esigente e acuto e dalla sua parlata ironica scendevano come sentenze considerazioni e pensieri lucidi di un temperamento ardente e generoso.»
Dopo aver seguito i corsi di nudo a la Grand Chaumière, nel 1940 viene in Italia per perfezionare gli studi e frequenta l'Istituto d'Arte di Siena e l'Accademia di Belle Arti di Roma e di Firenze.
Nell'immediato dopoguerra torna a Parigi e infine trova casa a Firenze, la città dove sceglie di rimanere per tutta la vita divenendo una delle figure di riferimento del panorama artistico, amico di Ottone Rosai e Ardengo Soffici, promotore di un continuo scambio di esperienze tra Italia e Francia.
Negli anni cinquanta si reca in Austria ed entra in contatto con Oskar Kokoschka, che diventerà da quel momento il suo maestro e il suo riferimento culturale e che influenzerà fortemente la sua ricerca stilistica.
Partecipa con un'esposizione personale alla XXXII Esposizione internazionale d'arte di Venezia e a numerose edizioni della Quadriennale di Roma. Titolare dal 1973 al 1990 della Cattedra di pittura all'Accademia di belle arti di Firenze, dopo aver insegnato educazione artistica nella scuola media "Piero Calamandrei" della stessa città.
La sua pittura, di impostazione figurativa, si caratterizza per uno stile ironico, libero, molto riconoscibile, di chiara matrice post espressionista. Temi ricorrenti i gatti, i ritratti, i battisteri, immagini di vita in città, i bestiari. Non mancano interpretazioni di nudo femminile, che riflettono la serietà degli specifici studi giovanili.
Sue opere sono conservate presso la Galleria nazionale d'arte moderna e contemporanea di Roma e nei musei di New York, Parigi, Bruxelles, Milano, Pisa e alla Pinacoteca del Consiglio Regionale della Toscana. Due autoritratti sono esposti alla Galleria degli Uffizi di Firenze. Muore a Trebiano il 28 luglio 2013.